# Árpádföld
Árpádföld Budapest XVI. kerületének egyik kertvárosias városrésze.

## Fekvése
A kerület északi részén, Csömör szomszédságában helyezkedik el.

### Határai
Budapest határa a Csömöri úttól, Budapesti út, Szlovák út és a Csömöri út a főváros határáig.

### Közösségi közlekedés
A kerületrészen áthalad a H9-es HÉV, valamint megáll a 31-es, a 46-os, a 146-os, a 174-es és a 175-ös busz is.
Az éjszakai járatok közül egyedül a 931-es érinti.

## Története
A 19. század végén alakult ki az akkor még csömöri Puszta-Szent-Mihályon két családi házas lakóterület: előbb 1896-ban Anna-telep, majd egy évre rá közvetlen tőszomszédságában a millennium emlékére, 1897-ben Árpád-telep. Előbbi egyesületének elnöke Fehér József polgári iskolai tanító, utóbbinak első elnöke Lung György fővárosi tanácsnok, alelnökei Paulus János és Kállay Gyula, jogtanácsosa dr. Breitner Zsigmond ügyvéd volt. Az 1900-as évek elején, amikor megkezdődött a Csömörhöz tartozó Pusztaszentmihály önálló községgé alakulásának előkészítése, felmerült, hogy a két telep Kisszentmihállyal együtt továbbra is Csömörhöz tartozzon, de végül 1902-ben a megalakult Rákosszentmihály nagyközséghez kerültek.
1901. május 19-én alakult meg a Puszta-szt-mihály Anna-Árpád-telepi asztaltársaság, valamivel később a Rákos Anna és Árpád-telepi Önképzőkör. Az Árpád-Anna-telepi Kaszinóról Helytörténeti kézikönyv kéziratában írta Csóka Ferenc levéltáros, hogy 1920. július 29-én alakult meg, és a telepek lakosai számára olyan társadalmi központ kívánt lenni, amely a községi ügyeket előmozdítja, ahol a tagok együtt lehetnek, művelődhetnek és szórakozhatnak különböző előadásokon és mulatságokon. A kaszinóban tiltott volt a hazárdjáték. Neve később Árpádföldi Casinóra változott.
1926. január 1-jével Árpád- és Anna-telepet lakóinak kérésére Rákosszentmihálytól Cinkotához csatolták. Az Árpádföld név az 1920-as évek végén jelent meg először és 1934 decembere óta viseli hivatalosan is az ekkor egybeolvadt két településrész. 1947-ben az addig Csömörhöz tartozó, Árpádfölddel összeépült Szabadságtelepet is Cinkotához csatolták, és Árpádföld részének tekintették. 1950. január 1-jén  számos főváros környéki településsel együtt Cinkota, és vele együtt Árpádföld is Budapest része lett, ahol a XVI. kerületbe osztották be. Amikor 1992-ben Budapest Főváros Közgyűlése tételesen megállapította a főváros városrészeinek elnevezéseit és határait, Árpádföldet nagyjából az 1950 előtti határai között határozták meg Budapest városrészeként azzal, hogy ide sorolták az egykori Kisszentmihálynak a Timur utca és a Csömöri út közötti részét, mely építészeti jellegében hasonló Árpádföldhöz.

## Érdekességek

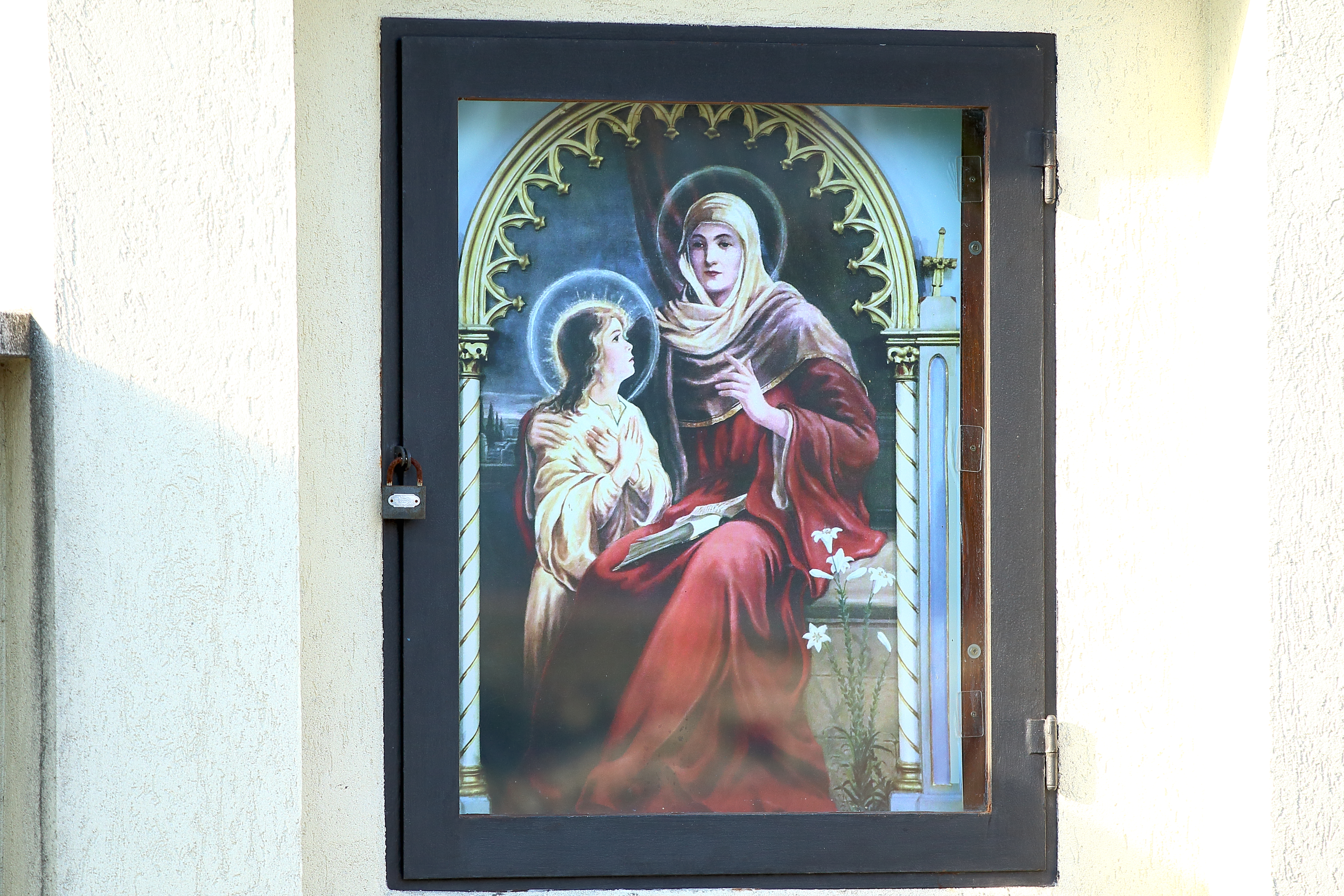
A szent Anna-kegykép 2019-ben

A Szent Anna-kép a Menyhért és Délceg (korábban sokáig Anna) utca sarkán már felállításakor is egy vitrinben üveg mögé elhelyezett kegykép volt. Az eredetileg díszes keretes olajfestményt 1891-ben Pálinkás Ignác és neje (később Barabás Sándorné, szül. Markovics Etel) ajándékozta a helyi katolikus közösség javára. A kegyhely fenntartására Pálinkásné a váci püspökségnél alapítványt is tett. Hamarosan sátras ünnepi és búcsújáró, zarándok hely lett, illetve a helyi hitélet központja, egészen míg 1925-1927-ben megépült a Szent Anna templom. Ezt követően a 2000-es évekig méltóképpen emlékeztetett Szűz Mária édesanyjára. Lantos Antal helytörténész kutatásai alapján a képet többször cserélték. 2002-ben egy miskolci festő Szent Annát ábrázoló olajfestménye került a vitrinbe, amit nem sokkal ez után értékes keretével együtt elloptak. Ekkor átmenetileg egy a templom oltárképét ábrázoló fénymásolat került a helyére, az üveget pedig plexivel pótolták. A 2010-es évek elején Veress Árpád rendbe hozatta a vitrint, majd 2016-ban a Korik és a Weyde család készíttetett a Szent Anna templomban lévő oltárkép fényképe alapján, UV-biztos vászonkép technológiával készíttetett másolatot, amely megtévesztésig hasonlít egy valódi, vászonra készült olajfestményre, és olyan üveg mögé helyezték, ami már nem engedi át a roncsoló ultraibolya sugarakat. Novaczek Máriusz atya áldotta meg az új képet. Helyi egyedi védelem alatt álló műtárgy.

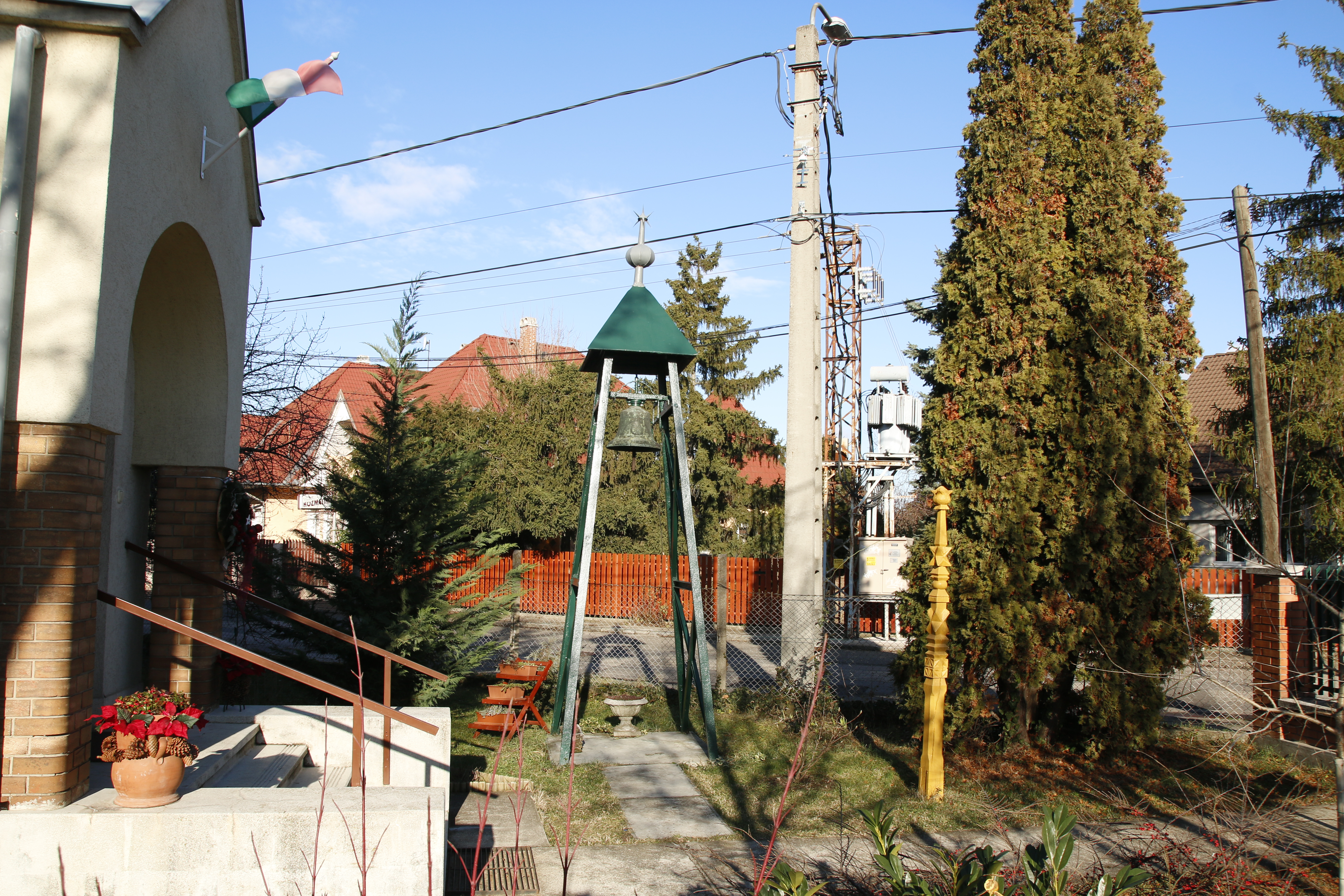
Az árpádföldi református templom bejárata melletti harangláb

Az árpádföldi református fiókegyház közösségének imaházát háromezernégyszáz pengőből és számos, főként helybeliek anyagi és tárgyi adományaiból egy év alatt építette fel Sipos Imre nyugalmazott városi tűzoltó, örökös tiszteletbeli presbiter és neje. Adakozásból építették és a belső berendezés is a hívek adománya volt.  Az épületet 1936. május 24-én szentelte fel az egyházmegye esperese. A templom mögött ekkor még egy fa harangtorony állt. Ebben egy Szlezák László által öntött harang kapott helyet, amit Nagy Zoltán szülei 40. házassági évfordulója alkalmából adományozott a gyülekezetnek. Az épület a második világháborúban megsérült, de helyrehozták. Miután kivált az 1937-ben létrejött Rákosszentmihály-Sashalmi gyülekezetből, 1946-ban megalakult az önálló Árpádföld – Cinkota – Mátyásföldi Református Egyházközség. Az 1950-es évek elejére eközben a fa harangtorony olyan rossz állapotba került, hogy le kellett bontani. Helyette a templom előtt vas haranglábat, állítottak fel melyben a 100 kilogrammos harang egy egyenes jármon függ, és a mai napig kézzel szólaltatják meg. A következő feliratok találhatók rajta: „Az én nyelvem pedig hirdetni fogja a te igazságodat, a te dicsőségedet minden napon. zsolt. XXXV. 28.” és „Nagy Lajos ÉS Bartha Ilona 40. éves házassága alkalmából Isten dicsőségére az árpádföldi református gyülekezetnek adományozta hálás fiúk: Nagy Zoltán. Öntötte Szlezák László harangöntő Magyarország aranykoszorús mestere Budapesten 1936.”
Tóth Ilonka, 56-os mártír egykori szülőházának helyén, az Állás utca 57. szám alatt 2016. október 23-án nyitotta meg kapuit a Tóth Ilonka Emlékház. A civilek által létrehozott Tóth Ilonka Szülőházáért Alapítvány 2013-ban alakult, hogy ápolja a 24 évesen felakasztott lány emlékét. Az oktatóközpontként is funkcionáló intézmény létrehozását a XVI. kerületi önkormányzat és az 1956-os Emlékbizottság támogatta.
Több fővárosi látványosság mellett Árpádföld és az itt található Csokoládé Múzeum is bekerült Bartos Erika Brúnó Budapesten sorozatának 2019 áprilisában megjelent negyedik, Pest fényei lépésről lépésre című kötetébe – amiben Pest külső részeit mutatja be mesében és rajzokon.